# Federación de África Oriental
Federación de África Oriental (en suajili: Shirikisho la Afrika Mashariki) es el nombre propuesto de una unión política de la actual Comunidad Africana Oriental (CAO) formada por siete naciones: Burundi, Kenia, Ruanda, Tanzania, Uganda, Sudán del Sur, República Democrática del Congo y Somalia. En septiembre de 2018, se formó un comité para comenzar el proceso de redacción de una constitución regional, y se esperaba que se redacte un proyecto de constitución para la confederación para el año 2021, con su implementación para 2023. El proceso está siendo complejo y se ha pospuesto en los últimos años.
En enero de 2023, la Comunidad de África Oriental (EAC) planea emitir una moneda única dentro de los próximos cuatro años. El Consejo de Ministros de la organización debe decidir sobre la ubicación del Instituto Monetario de África Oriental y el establecimiento de una hoja de ruta para la emisión de la moneda única.

## Características
Con 2.467.202 kilómetros cuadrados (952.592 millas cuadradas), la Federación de África Oriental sería el país más grande de África y el décimo más grande del mundo. Con una población de 183.625.246 habitantes desde 2019, también sería la segunda nación más poblada de África (después de Nigeria) y la octava del mundo. Su población sería mayor que la de Rusia, Japón y México, y aproximadamente la mitad de la de los Estados Unidos. 
El swajili sería la lengua franca, mientras que el segundo idioma oficial sería el inglés. Dar es-Salam sería la ciudad más poblada de la federación propuesta. La capital propuesta es Arusha, una ciudad en Tanzania cerca de la frontera con Kenia, que también es la sede actual de la Comunidad Africana Oriental.
 

La moneda propuesta por la unión sería el Chelín de África Oriental, que según un informe publicado en 2013 se convertirá en la moneda común de cinco de los seis países miembros para 2023. La estimación del PIB (PPA) sería de 602.584 millones de dólares y sería la 34.ª más grande del mundo y la cuarta más grande de África, después de Egipto, Nigeria y Sudáfrica. La estimación del PIB per cápita (PPA) sería de US $ 3286, lo que sitúa al EEP en el puesto 156 del mundo.

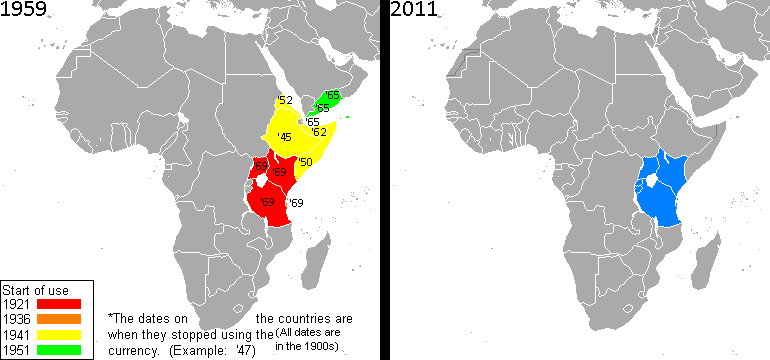
Países que en su época colonial usaron el chelín del África oriental (en rojo), y los países que probablemente adopten el segundo chelín en el futuro (en azul).

## Historia

### Propuesta de la década de 1960
A principios de la década de 1960, cuando Kenia, Tanganica, Uganda y Zanzíbar se estaban independizando del Reino Unido, los líderes políticos de las cuatro naciones se habían interesado en formar una federación. Julius Nyerere incluso ofreció en 1960 retrasar la inminente independencia de Tanganica (prevista en 1961) para que todos los territorios de África Oriental logren la independencia juntos como federación.
En junio de 1963, Jomo Kenyatta se reunió con el presidente de Tanganyikan, Julius Nyerere, y el presidente de Uganda, Milton Obote, en Nairobi. El trío discutió la posibilidad de fusionar sus tres naciones (más Zanzíbar) en una sola Federación de África Oriental, declarando que esto se lograría para fines de año. Posteriormente, se iniciaron discusiones sobre la planificación de tal unión.
En privado, Kenyatta era más reacio con respecto al acuerdo y, a medida que se acercaba 1964, la federación no se había cumplido. En mayo de 1964, Kenyatta rechazó una resolución negativa que pedía una federación más rápida. Dijo públicamente que hablar de una federación siempre había sido una artimaña para acelerar el ritmo de la independencia de Kenia de Gran Bretaña, pero Nyerere negó que esto fuera cierto. Casi al mismo tiempo, Obote se opuso a una Federación de África Oriental a favor de la unidad panafricana, en parte debido a las presiones políticas internas con el reino semiautónomo de Buganda oponiéndose a estar en una federación de África Oriental como parte de Uganda, sino más bien como una unidad por derecho propio.
A finales de 1964, las perspectivas de una federación más amplia de África Oriental habían muerto, aunque Tanganica y Zanzíbar formaron una unión en abril de 1964, que finalmente se convirtió en Tanzania.

### Propuesta de 2010, a través de la Comunidad del África Oriental
Se ha discutido la federación de la actual Comunidad de África Oriental en un solo estado, con estimaciones preliminares de la fundación de la federación en 2013. En 2010, el CAO lanzó su propio mercado común de bienes, trabajo y capital dentro de la región, con el objetivo de una moneda común para 2013 y una federación política plena en 2015.
Sudán del Sur fue aprobado como miembro de la CAO en marzo de 2016 y accedió en septiembre de 2016. Se convertiría en el sexto miembro de la Federación de África Oriental. No está claro cómo la posible adhesión de Sudán del Sur a la CAO puede afectar la línea de tiempo para la federación o el alcance de la misma, pero dados los problemas de infraestructura que persisten en el país incipiente desde que el presidente Salva Kiir Mayardit cortó el comercio de petróleo con Sudán, el Sur ha decidido invertir en la construcción de tuberías que eludan a Sudán, que había estado utilizando hasta ese momento. Estas nuevas tuberías se extenderían a través de Etiopía hasta los puertos de Yibuti, así como hacia el sureste hasta la costa de Kenia. Estas colaboraciones podrían aumentar la probabilidad de que Sudán del Sur se una a la Federación de África Oriental en algún momento. 
El 14 de octubre de 2013, los líderes de Uganda, Kenia, Ruanda y Burundi comenzaron una reunión en Kampala con la intención de redactar una constitución para la Federación de África Oriental,  pero en diciembre de 2014, los esfuerzos para una federación política completa se habían retrasado para 2016 o posterior.
En febrero de 2016, el presidente de Uganda, Yoweri Museveni, describió al sindicato como "el objetivo número uno al que debemos apuntar". En noviembre de 2016, el Consejo de Ministros de la CAO acordó crear una Confederación de África Oriental antes de que finalmente se creara la Federación de África Oriental.
En septiembre de 2018 se formó un comité de expertos y redactores constitucionales regionales para comenzar el proceso de redacción de una constitución regional. El comité se reunió para una reunión de consulta de cinco días en Burundi del 14 al 18 de enero de 2020, donde anunció que se redactaría una constitución de la confederación para fines de 2021. Tras la aprobación del borrador por los seis estados de la CAO después de un año de consultas, la Confederación de África Oriental se establecería en 2023. La hoja de ruta hacia una federación política completa se discutirá en detalle en futuras reuniones.
El 29 de marzo de 2022, la República Democrática del Congo accedió oficialmente al estatus de miembro de la CAO. Convirtiéndose en el séptimo miembro de la Federación de África Oriental.
En 2023, el secretario general de la Comunidad de África Oriental (CAO), Peter Mathuki, dijo que Somalia había dado un paso fundamental para convertirse en el octavo miembro del bloque, y que las negociaciones sobre la admisión durarían del 22 de agosto al 5 de septiembre. Los representantes de Somalia solicitaron ser miembros de la CAO desde marzo de 2012.  El 24 de noviembre de 2023, Somalia fue invitada formalmente a unirse al bloque como miembro de pleno derecho durante la 23.ª cumbre ordinaria de jefes de Estado, tras una reunión a puerta cerrada de cinco horas. El tratado de adhesión se firmó el 15 de diciembre de 2023 en la residencia presidencial en Kampala, Uganda, y Somalia tuvo 6 meses para completar la ratificación del tratado.

## Demografía

### Tasa de población y fecundidad
| Estadísticas de población de los estados constituyentes de 2019 | Estadísticas de población de los estados constituyentes de 2019 | Estadísticas de población de los estados constituyentes de 2019 | Estadísticas de población de los estados constituyentes de 2019 |
| --------------------------------------------------------------- | --------------------------------------------------------------- | --------------------------------------------------------------- | --------------------------------------------------------------- |
| País                                                            | Población                                                       | Crecimiento de la población (Anual %)                           | Tasa de fertilidad                                              |
| Burundi                                                         | 11,530,580                                                      | 3.1                                                             | 5.4                                                             |
| Kenia                                                           | 52,573,973                                                      | 2.3                                                             | 3.5                                                             |
| Ruanda                                                          | 12,626,950                                                      | 2.6                                                             | 4.0                                                             |
| Sudán del Sur                                                   | 11,062,113                                                      | 0.8                                                             | 4.7                                                             |
| Tanzania                                                        | 58,005,463                                                      | 3.0                                                             | 4.9                                                             |
| Uganda                                                          | 44,269,594                                                      | 3.6                                                             | 5.0                                                             |
| CAO                                                             | 190,068,673                                                     | 2.8                                                             | 4.5                                                             |

### Religión
- Uganda (2014): 
  - Protestante 45,1 % (Anglicano 32,0 %, Pentecostal/Nacido de nuevo/Evangélico 11,1 %, Adventista del séptimo día 1,7 %, Bautista 0,3 %)
  - Católico 39,3 %
  - Musulmán 13,7 %
  - Otro 1,6 %
  - Ninguno 0,2 %
- Kenia (2019): 
  - Cristianos 85,5 % (Protestantes 33,4 %, Católicos 20,6 %, Evangélicos 20,4 %, Iglesias africanas instituidas 7 %, Otros cristianos 4,1 %)
  - Musulmanes 10,9 %
  - Otros 1,8 %
  - Ninguno 1,6 %
  - No sabe/no responde 0,2 %
- Tanzania (Estadística 2020): 
  - Cristianos 63,1 %
  - Musulmanes 34,1 %
  - Religión popular 1,1 %
  - Otro 0,1 %
  - No afiliados 1,6 %
- Ruanda (2012): 
  - Protestante 49,5 % (Incluye Adventistas 11,8 % y otros protestantes 37,7 %)
  - Católicos 43,7 %
  - Musulmanes 2 %
  - Otros 0,9 % (Incluye Testigos de Jehová)
  - Ninguno 2,5 %
  - No especificado 1,3%
- Burundi (Estadística 2008): 
  - Católico 62,1%
  - Protestante 23,9% (Incluye adventista 2,3% y otros protestantes 21,6%)
  - Musulmán 2,5%
  - Otro 3,6%
  - No especificado 7,9%
- Sudán del Sur (Investigación 2020):[26]
  - Cristianismo 60,5%
  - Islam 6,2%
  - Religiones populares 32,9%
  - Otros 0,5%
- Comunidad de África Oriental (Investigación 2020):[27]
  - Cristianismo 77,64%
  - Islam 17,01%
  - Religiones populares 3,38%
  - No afiliados 1,49%
  - Hindúes 0,13%
  - Otros 0,01%